# Groupe de NGC 1012
Le groupe de NGC 1012 est un trio de galaxies situées dans la constellation du Bélier. La distance moyenne entre ce groupe et la Voie lactée est d'environ 11,4 Mpc (∼37,2 millions d'al). 

## Membres
Le tableau ci-dessous liste les 3 galaxies qui sont indiquées dans l'article d'A.M Garcia paru en 1993. 
| Nom      | Classification | Type                     | α (J2000.0)   | δ (J2000.0) | Vitesse radiale (km/s) | Magnitude apparente | Distance (Mpc) | Diamètre (kal) |
| -------- | -------------- | ------------------------ | ------------- | ----------- | ---------------------- | ------------------- | -------------- | -------------- |
| NGC 1012 | Sbc            | Lenticulaire             | 02h 39m 14.9s | 30° 09′ 05″ | 987 ± 3                | 12,0                | 11,3 ± 0,8     | 42             |
| UGC 2017 | Im             | Irrégulière magellanique | 02h 32m 45.2s | 28° 50′ 27″ | 985 ± 5                | 15,27 ± 0,10        | 11,2 ± 0,8     | 35             |
| UGC 2053 | Im             | Irrégulière magellanique | 02h 34m 29.3s | 29° 44′ 59″ | 1029 ± 5               | 14,16               | 11,9 ± 0,9     | 33             |

Le site DeepskyLog permet de trouver aisément les constellations des galaxies mentionnées dans ce tableau ou si elles ne s'y trouvent pas, l'outil du site constellation permet de le faire à l'aide des coordonnées de la galaxie. Sauf indication contraire, les données proviennent du site NASA/IPAC.